# هنري السابع، دوق بافاريا
هاينريش (بالألمانية: Heinrich VII.)‏ (توفي. 16 أكتوبر 1047)؛ كان كونت لوكسمبورغ (كـ هاينريش الثاني) من 1026، ودوق بافاريا منذ 1042، هو أبن البكر لـ فريدريك، كونت موزلغاو ربما إرمنترود، كونتيسة غليبورغ.
في 1026 ورث لوكسمبورغ بعد وفاة عمه هنري الأول دون ورثة، وشملت هذه الدفاع عن دير سان ماكسيمليان في ترير ودير سان فيليبرورد في إكترناش، وفي 1042 تلقى بافاريا من قبل الإمبراطور هاينريش الثالث الذي كان أيضا دوق بافاريا حتى ذلك الوقت، بحيث أراد الدوق يقيم في الدوقية لكي يتعامل مع هجمات صموئيل آبا، ملك المجر.
لم يتزوج أبداً وليس لديه ورثة، بذلك انتقلت لوكسمبورغ إلى شقيقه جيزلبرت، في حين عادت بافاريا إلى الإمبراطور الذي أعطاها إلى كونراد الأول.